# Криваво-червоне небо
«Крива́во-черво́не не́бо» (англ. Blood Red Sky), також відомий як «Трансатлантік 473» (англ. Transatlantic 473) — німецький телевізійний фільм режисера Петера Торварта, що поєднує в собі елементи бойовика, жахів і трилера. Автори сценарія — Петер Торварт і Штефан Хольц. У фільмі зіграли Роланд Мьоллер, Пері Баумайстер, Чіді Аджуфо та Олександр Шеер. Показ відбувся 23 липня 2021 року на Netflix.

## Сюжет
Вдова з Німеччини Надя та її син Еліас готуються сісти на літак до Нью -Йорка; Надя, яка, здається, страждає на лейкемію, збирається відвідати лікаря, який може надати їй необхідне лікування для відновлення її здоров’я. В аеропорту Надя приймає ліки, які доставляють їй сильний дискомфорт; Еліас знайомиться з чоловіком на ім'я Фарід.
Після посадки на літак група чоловіків, включаючи другого пілота Бастіана, обережно вбивають трьох авіамаршалів і перепрограмовують обладнання, запобігаючи відстеженню літака на радарах. Їх лідер, Берг, оголошує пасажирам, що він і його люди зараз контролюють літак і очікують, що всі залишаться на місцях, поки не буде виплачений викуп. Еліас намагається сховатися, а Надя, намагаючись не залишати його на самоті, йде за ним. Викрадач, соціопат на ім'я Ейтбол, бачить їх і стріляє в Надю декілька разів. Припускаючи, що вона мертва, викрадачі починають другий етап свого плану. Вони змушують Фаріда записати заяву англійською та арабською мовами про захоплення літака терористом-смертником, знаючи, що його потім зіб'ють.
Коли Надя повільно приходить до тями, вона починає переживати день вбивства її чоловіка Миколи. Коли їхня машина зламалася посеред дороги під час сімейної поїздки, він йде по допомогу, але не поветається. Надя вирушає на пошуки та слідами чоловіка виходить до місцевого фермерського будинку, де на неї нападає його вбивця — вампір. Під час боротьби він кусає Надю, а сам згоряє у променях сходячого сонця. Незабаром Надя перетворюється на вампіра і повертається до ферми, шукаючи відповідей. Її зустрічає літній вампір, який намагається застрелити жінку. Надя забиває його до смерті, забирає флакони, що пригнічують вампірську сутність, і спалює ферму дотла.
У літаку Надя встигає отримати доступ до вантажного відсіку, видаляє контактні лінзи та зубні протези, які приховують її мутовані очі та ікла, вбиває собаку та годується її кров'ю для відновлення сил після важких поранень. Один з викрадачів ловить її на цьому, вона вбиває його і п'є його кров, що повністю перетворює її на вампіра. Надя знаходить Фаріда, і їм вдається повернути контроль над літаком, поки викрадачі збираються вистрибнути з парашутом. Берг намагається повернути контроль над кабіною, але знаходить свою смерть спочатку від ікол Наді й остаточно від свого ножа, перш ніж зможе повністю перетворитися на вампіра.
Викрадачі, усвідомлюючи, з ким мають справу, ставлять завдання Ейтболу вбити Надю. Використавши ультрафіолетове випромінювання, він знерухомлює її та вилучає зразок вампірської крові. Але саме тоді, коли він збирається покінчити з Надею, Еліас використовує пістолет Берга, що призводить до розгерметизації літака. Викрадачі отримують контроль над кабіною пілотів і відновлюють тиск. Ейтбол утікає у вантажний відсік і вливає собі кров вампіра. Надя намагається знищити його, але не в змозі повністю цього зробити. Незабаром інші викрадачі, за винятком Бастіана, другого пілота й одночасно члена терористичної групи, потрапляють у засідку Ейтбола, а решта пасажирів озброюється. Надя переконує їх, що хоче допомогти, і їм вдається заблокувати Ейтбола у трюмі та убезпечити літак.
Бастіан повідомляє Наді, що в літаку не вистачає палива, щоб дістатися до Нью-Йорка, і що вони повинні незабаром приземлитися або розбитися. Егоїстичний пасажир, який помирає від травми, випускає Ейтбола в надії бути укушеним, але натомість отримує лише смерть. Більшість інших пасажирів перетворюються на вампірів. Надя, знаючи, що вони втечуть, якщо літак приземлиться, вирішує пожертвувати собою та вбити їх, використавши вибухівку викрадачів. Еліас зупиняє її та сам іде за детонатором у вантажний відсік, де опиняється в оточенні вампірів. Надя змушує Фаріда пообіцяти доглядати за сином, вбиває і годується Бастіаном. Вона намагається врятувати свого сина, але зазнає атаки Ейтбола, який висмоктує її кров. Фарід розгортає літак до вранішнього сонця, яке спалює нападника.
Еліас використовує свою кров, щоб врятувати життя Наді, але вона відштовхує його і тікає, знаючи, що смак крові піддає того небезпеці. Літак приземляється на авіабазі королівських повітряних сил Великої Британії у Шотландії. Влада ігнорує прохання Еліаса та Фаріда і надсилає на літак групу спецпризначенців у пошуках тих, хто вижив, що спричиняє криваву різанину. Еліас тікає з карети швидкої допомоги, біжить назад до літака і бачить, як його мама харчується солдатом. Він активує детонатор, вбиваючи її та інших вампірів.

## Актори
- Пері Баумайстер — Надя
- Карл Антон Кох — Еліас
- Олександр Шеер[en] — Роберт/Ейтбол, німецький учасник терористів, соціопат
- Каїс Сетті[de] — Фарід аль Адва, фізик та пасажир
- Домінік Перселл — Берг, американський лідер терористів.
- Грем Мак-Тавіш — полковник Алан Драммонд, британська армія
- Кай Іво Бауліц[de] — Бастіан Бухнер, другий пілот, терорист
- Роланд Мьоллер[en] — Карл, данський учасник терористів
- Чіді Аджуфо — Кертіс, американський учасник терористів
- Ян Лукота — Юрій, експерт з вибухових речовин, чеський учасник терористів
- Надер Бен-Абдалла — Мохаммед, студент астрофізики та пасажир
- Давід Гюртен[de] — Марвін, німецький пасажир, колишній навернений до Ісламської Держави

## Виробництво
11 вересня 2020 року було оголошено, що зйомки у Празі  фільму, відомого тоді як «Трансатлантік 473», були тимчасово закриті після додаткового позитивного тесту на COVID-19.

## Випуск
Прем'єра відбулася 23 липня 2021 року на Netflix. «Криваво-червоне небо» є одним із 71 оригінальних фільмів, які компанія планує випустити 2021 року. Це частина стратегії, яка передбачає випуск щотижня щонайменше одного нового фільма.

## Критика
Агрегатор рецензій Rotten Tomatoes повідомив про рейтинг схвалення 84 % на основі 25 відгуків із середнім балом 6,8/10.
На Metacritic фільм має середньозважену оцінку 43 зі 100 на основі шести оглядів, що вказує на «змішані або середні відгуки».
Український інформаційний портал ITC.ua у рецензії на фільм зазначає, що увагу глядача можуть привернути: «напружена та досить цікава перша частина стрічки; реалістичність подій, вважаючи загальну тематику; трансформація головної героїні; гарна акторська робота малого Карла Антона Коха», який зіграв Еліаса. На думку оглядача фільм заслуговує на оцінку 3/5.